# William Dennison (Politiker)
William David Dennison (* 20. Januar 1905 in Westmeath; † 2. Mai 1981) war vom 1. Dezember 1966 bis zum 30. November 1972 der 55. Bürgermeister von Toronto. Gleichzeitig war er das letzte Mitglied des Oranier-Ordens, der dieses Amt bekleidete.
William Dennison ist gebürtig aus Westmeath, im Südosten Ontarios im Renfrew County. 1920 wurde er Mitglied der United Farmers of Ontario, einer ehemaligen sozialdemokratischen Partei, wurde später Mitglied der Co-operative Commonwealth Federation (CCF) und ihrer Nachfolgeorganisation, der Neuen Demokratischen Partei. Die CCF stellte ihn 1935 für die 18. kanadische Unterhauswahl auf. 1941 und 1943 gewann er die Wahl zum Torontoer Stadtrat und bekleidete seither das Amt des Stadtrates. Bereits in den 1940er Jahren setzte sich Dennison für Umweltschutzbelange ein und war damit einer der ersten Aktivisten auf diesem Gebiet. Beispielsweise versuchte er die Luftverschmutzung, die von der Flugzeugfabrik von de Havilland Aircraft Company ausging zu bekämpfen. 1946 pflanzte er rund 40.000 Bäume. Im Jahr 1948 konnte er einen Sitz in die Provinzregierung Ontarios für sich erringen. Als ihm die Wiederwahl 1951 misslang, kehrte er 1953 in den Stadtrat von Toronto zurück und war dort bis 1958 tätig. Von 1959 bis zu seiner Wahl als Bürgermeister 1966 war er Mitglied im Kontrollausschuss der Stadt. Nach dem Ende seiner Amtszeit als Bürgermeister 1972, zog er sich aus der Politik zurück. In seinen letzten Jahren als Politiker wandelte sich seine politische Einstellung zusehends in konservativere Positionen.